# 机の前のティトゥス
『机の前のティトゥス』（つくえのまえのティトゥス、蘭: Titus van Rijn aan de lezenaar、英: Titus at His Desk）は、17世紀オランダ絵画黄金時代の巨匠レンブラント・ファン・レインが1655年にキャンバス上に油彩で制作した絵画である。画面下部左側に「Rembrandt f. 1655」という画家の署名と制作年が記されている。1940年にレンブラント協会 (オランダの美術館の作品購入を援助する組織) と多数の個人の支援で購入されて以来、ロッテルダムのボイマンス・ヴァン・ベーニンゲン美術館に所蔵されている。

## 作品
レンブラントと最初の妻サスキア・ファン・アイレンブルフとの間に生まれた3人の子供はいずれも生後間もなく没し、ようやく1641年に4番目に生まれたティトゥス・ファン・レインだけが成人した。後にレンブラントが破産した時、彼と結婚してはいなかったものの、事実上の妻であったヘンドリッキエ・ストッフェルスとティトゥスは、彼を債権者から守るために美術商会を設立した。 ヘンドリッキエが1663年に死去した後もティトゥスは美術商会を継続し、1668年に結婚したが、同年に死去した。父レンブラントが死去する1年前のことであった。 なお、ティトゥスはレンブラントから画家としての修業を受けたが、彼の芸術的活動の痕跡はほとんど残っていない。
ティトゥスの顔は、レンブラントによる数々の絵画に描かれている。彼は『僧としてのレンブラントの息子ティトゥス』 (アムステルダム国立美術館)、『読書するティトゥス』 (美術史美術館、ウィーン)、優雅な衣服、ベレー帽、金の鎖を身に着けた『レンブラントの息子ティトゥス』 (ウォレス・コレクション、ロンドン) などにおいて様々な姿で登場する。
本作は、14歳ごろのティトゥスの肖像の可能性がある。しかし、ティトゥスは実際より年下の少年のように見える。8歳か9歳くらいの子供のような大きな目、丸い頬、小さな口をしており、14歳の少年のようには見えない。紙の上に身をかがめ、思慮深く遠くを見ている彼は片手に羽根ペンを持ち、もう一方の手にはインク壺と筆入れを持っている。この絵画の素晴らしい特質は照明、三角形構図、そして前景に見られる粗く、ほとんど表現主義的な筆致である。少年の腕と紙は一度の筆致で描かれているにすぎず、机の上にはパレットナイフで描かれた広い色面が見て取れる。

## ギャラリー

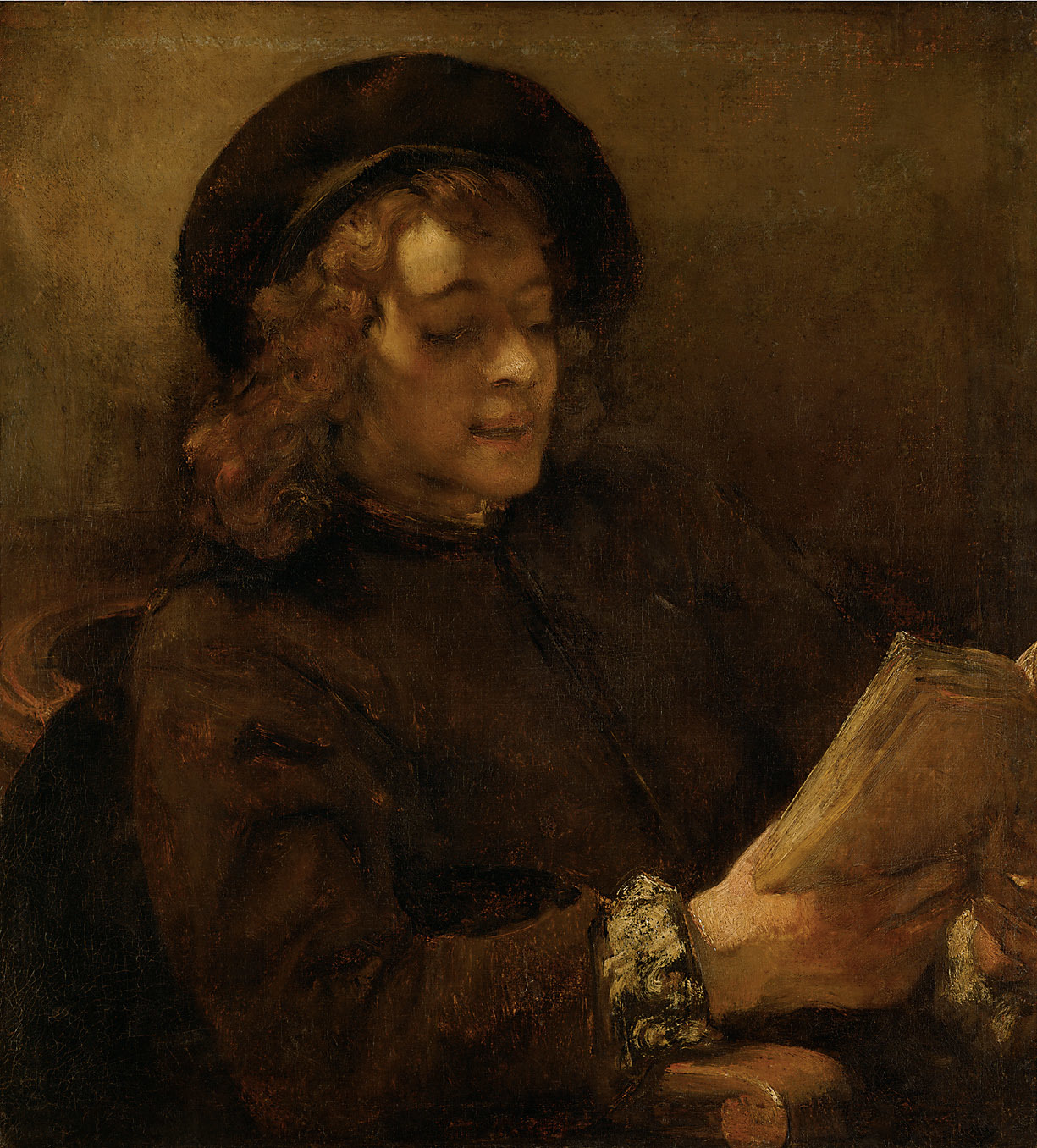
『読書するティトゥス』 (1656-1557年)、美術史美術館、ウィーン
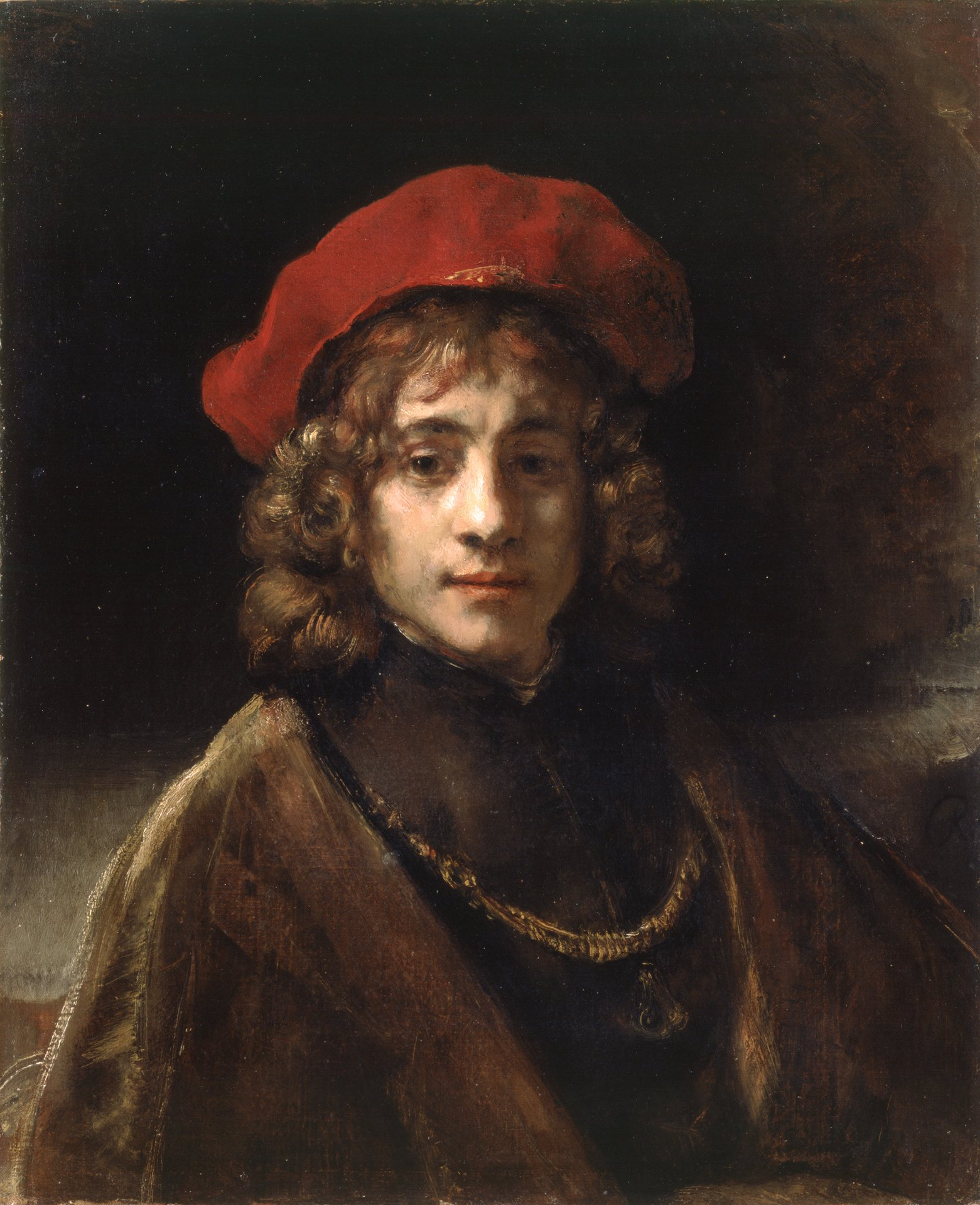
『レンブラントの息子ティトゥス』(1657年ごろ)、ウォレス・コレクション、ロンドン
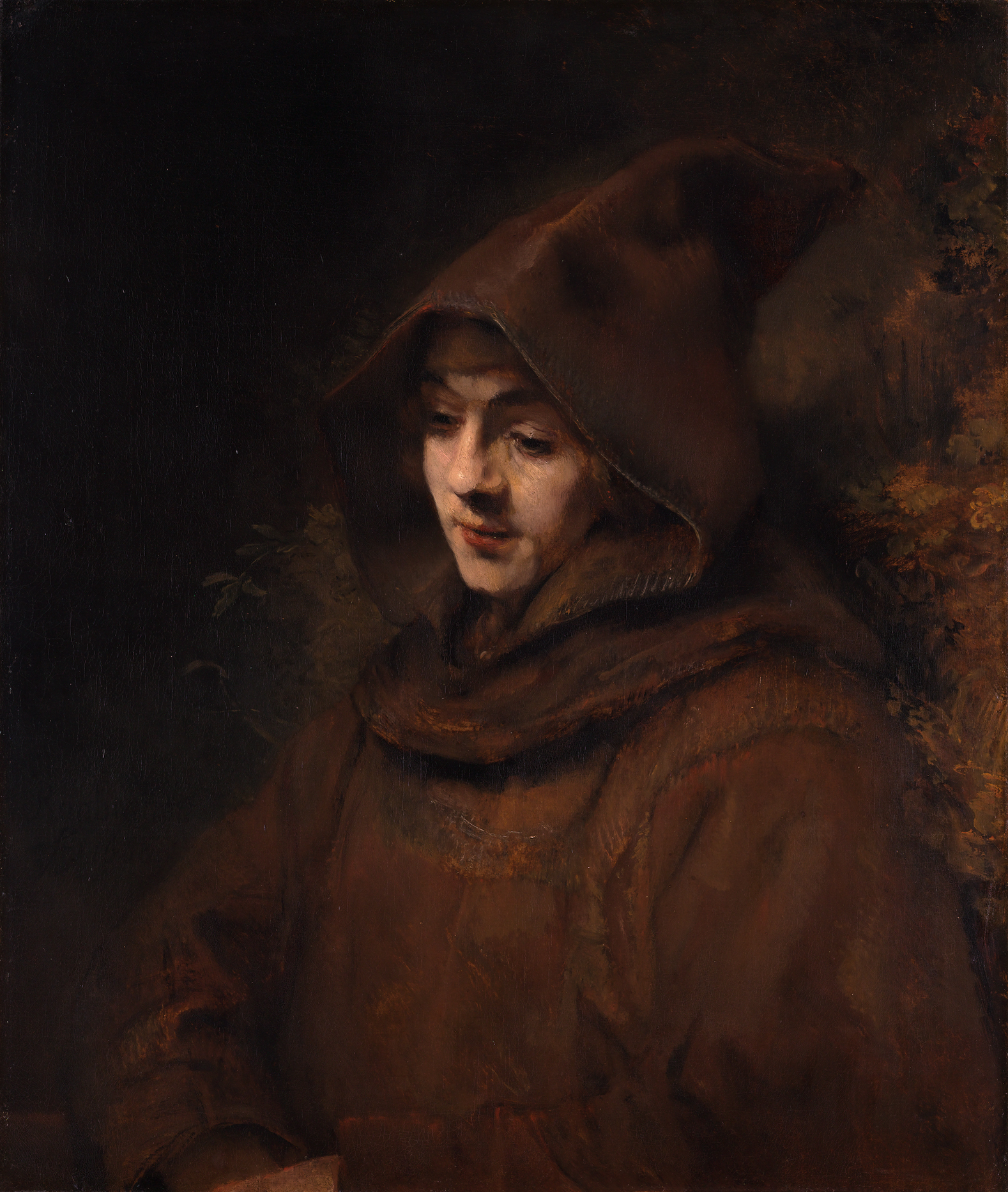
『僧としてのレンブラントの息子ティトゥス』 (1660年)、アムステルダム国立美術館